# Jean Allarmet de Brogny
Jean Allarmet de Brogny, noto anche come (in francese: cardinal de Viviers, cardinal d'Ostie, talvolta cardinal d'Arles e cardinal de Saluces (Brogny, 1342 – Roma, 16 febbraio 1426), è stato un vescovo, pseudocardinale, confermato poi cardinale, francese.

## Biografia

### Gioventù
Nato nell'Alta Savoia, i suoi biografi esitano ancora sulla sua ascendenza e sul suo vero nome.  Per alcuni egli apparteneva ad una famiglia de Brogny, chiamata Allarmet mentre altri sostengono che discendesse dalla nobile famiglia degli Alouzier, originaria del Contado Venassino.
Notato da alcuni frati per le attitudini precoci, fu inviato per la sua formazione a Ginevra e terminò gli studi all'Università di Avignone. Si ritirò nella Certosa di Digione finché Roberto di Ginevra non venne eletto papa (in realtà antipapa) nel 1378 con il nome di Clemente VII dal gruppo ostile a papa Urbano VI. Egli quindi raggiunse il vescovo di Ginevra ad Avignone su richiesta del medesimo (o forse del conte di Borgogna).

### Prime cariche
Ad Avignone egli ebbe presto numerose cariche prestigiose da parte dell'antipapa Clemente VII:
- fu nominato vescovo di Viviers nel 1380
- ricevette la porpora cardinalizia nel 1385
- fu nominato Cancelliere Apostolico

### Sostegno iniziale degli anti-papi
Nel 1394 il successore di Roberto, Pietro di Luna, l'antipapa Benedetto XIII confermò tutte le nomine che l'Allarmet aveva ricevuto e lo nominò cardinale vescovo di Ostia e Velletri. A quell'epoca egli era uno dei seguaci infatti dei papi avignonesi. Dal 1398 tuttavia egli lasciò la cosiddetta "osservanza avignonese" per protestare contro lo spirito della corte di Avignone che, secondo lui, non era apostolico.
Nel 1408 egli abbandonò l'antipapa Benedetto XIII, che il 20 ottobre del medesimo anno, gli tolse la dignità cardinalizia.
Dopo il concilio di Pisa del 1409 e l'elezione dell'antipapa Alessandro V, il nuovo pontefice confermò Jean Allarmet nella dignità cardinalizia e nel titolo di cardinale vescovo di Ostia e Velletri.
Un anno dopo egli presiedette ai funerali di Alessandro, deceduto il 3 maggio e il 17 dello stesso mese partecipò al conclave che elesse l'antipapa Giovanni XXIII.

### Episcopato politico ad Arles
Nel 1410 si rese vacante l'arcidiocesi di Arles a seguito del decesso del suo arcivescovo, Artaud de Mélan. L'antipapa Giovanni XXIII, che teneva in grande stima l'Allarmet, rifiutò il candidato eletto dal Capitolo della cattedrale di Arles, Paul de Sade, e nominò Jean Allarmet de Brogny Amministratore apostolico dell'arcidiocesi. Questa nomina, nel suo spirito, vide il recupero dei diritti della Chiesa usurpati dai conti di Provenza all'inizio del Grande Scisma.

### Ruolo nella fase finale del Grande Scisma
Dopo aver rimesso ordine nella sua arcidiocesi, il cardinale de Brogny lasciò Arles per occuparsi di una missione più delicata che riguardava la situazione particolare della Chiesa cattolica, che dopo il concilio di Pisa si trovava con tre papi anziché uno. Tra il 1414 e il 1418 presiedette il concilio di Costanza in qualità di cardinale più anziano e che terminò con le dimissioni di Giovanni XXIII il quale,  dopo un periodo di detenzione di circa quattro anni, tornò ad essere cardinale (e Decano del Sacro Collegio) sotto papa Martino V, la destituzione dei tre papi, e l'elezione del nuovo papa legittimo, il cardinale Oddone Colonna, che prese il nome di Martino V e che l'Allarmet aveva sostenuto. Fu egli infatti a consacrarlo il 21 novembre 1417 e lo accompagnò prima a Firenze e quindi a Tivoli.
Con la morte di Baldassarre Cossa riprese il titolo di Decano del Sacro collegio che mantenne sino alla morte.
Nel 1423 fu nominato Amministratore Apostolico della diocesi di Ginevra, carica che tenne sino alla morte.
Alla sua morte venne dapprima sepolto in una cappella della Basilica di San Pietro in Vaticano ma solo due anni dopo i suoi resti furono traslati nella cappella dei Maccabei, da lui stesso fatta erigere nell'antica Cattedrale di Notre Dame di Ginevra.

## Realizzazioni
Fra le numerose realizzazioni dell'Allarmet si ricordano la fondazione di tre conventi domenicani, rispettivamente a Puy-en-Velay, Annecy e Tivoli, un ospedale cistercense a Brogny e un collegio per venti studenti ad Avignone.

## Conclavi
Allarmet de Brogny partecipò ai seguenti conclavi:
- conclave del 1394, che elesse l'antipapa Benedetto XIII
- conclave del 1409, che elesse l'antipapa Alessandro V
- conclave del 1410, che elesse l'antipapa Giovanni XXIII
- conclave del 1417, che elesse papa Martino V

## Successione apostolica
La successione apostolica è:
- Antipapa Giovanni XXIII (1410)
- Papa Martino V (1417)